# Fritz Jean
Fritz Jean, né le 22 avril 1956 à Cap-Haïtien, est un économiste, écrivain et homme d'État haïtien. Membre du parti Unité patriotique, il est Premier ministre du 26 février au 28 mars 2016. Le 30 janvier 2022, il est élu président de la République à titre provisoire par les associations politiques ayant contribué à la signature de l'accord de Montana, mais reste contesté et non reconnu par le gouvernement. 
En avril 2024, il est désigné membre du Conseil présidentiel de transition, et candidat pour la présidence tournante du Conseil en octobre de la même année, qu'il assume du 7 mars au 7 août 2025.

## Biographie

### Carrière professionnelle
Né le 22 avril 1956 à Cap-Haïtien, il est économiste de profession et occupe la charge de gouverneur de la Banque de la république d'Haïti de 1998 à 2001.
De 2012 à 2016, il est le président de la Chambre de commerce, d'industrie et des métiers du département du Nord-Est.

### Parcours politique

#### Premier ministre
Le 19 février 2016, il fait partie des candidats proposés par le président provisoire, Jocelerme Privert, pour occuper le poste de Premier ministre. Le 25 février 2016, il est officiellement nommé Premier ministre par ce dernier, , à l'issue d'une consultation conjointe avec le président de la Chambre des députés, Cholzer Chancy, et le vice-président du Sénat de la République, Ronald Larêche. Il est ensuite investi le 26 du même mois.
Le 8 mars 2016, il forme son gouvernement.
Le 21 mars 2016, son gouvernement est renversé par l'Assemblée nationale. Enex Jean-Charles lui succède.

#### Désignation comme président provisoire par l'opposition
En janvier 2022, dans le cadre de l’établissement d’un gouvernement provisoire de transition, il présente sa candidature comme président de la République au Conseil de transition, institué lors de la signature de l'accord de Montana.
Le 30 janvier 2022, il est élu président provisoire par les délégués avec plus de 62 % des voix. Il arrive ainsi devant son principal adversaire Edgard Leblanc Fils qui récolte un peu plus de 37 %.

#### Président du Conseil présidentiel de transition
Le 14 mars 2024, il est désigné membre du Conseil présidentiel de transition pour l'accord Montana.
Le 30 avril, Edgard Leblanc Fils est désigné président du Conseil présidentiel par quatre membres sur les sept votants, qui forment ainsi un pôle majoritaire. Bien qu'il ne soit pas le chef de l'État, la direction de l'État étant collégiale, le président du Conseil présidentiel est le membre le plus important du Conseil et a un rôle de coordination. 
Le pôle majoritaire se compose de Smith Augustin, Emmanuel Vertilaire, Louis Gérald Gilles et Edgard Leblanc Fils. Le pôle minoritaire, composé de Leslie Voltaire, Fritz Jean et Laurent St-Cyr, reconnaît la validité de la désignation de Leblanc Fils mais s'oppose au choix du Premier ministre,. Par ailleurs, Fanmi Lavalas menace de se retirer du Conseil présidentiel.
Le 8 mai, les membres du Conseil présidentiel se mettent d'accord sur le principe d'une présidence tournante tous les trois à cinq mois,. Edgard Leblanc Fils sera ainsi remplacé successivement par Fritz Jean, Leslie Voltaire puis Louis Gérald Gilles. Par ailleurs, les décisions sont désormais prises à la majorité qualifiée de cinq sur sept. Le 9 mai, Fritz Jean cède son tour à Smith Augustin, qui a proposé de passer à cinq présidences successives pour qu'il puisse lui-même assumer le rôle.
Le 2 octobre, l'Office de lutte contre la corruption recommande l'inculpation pour corruption de Gilles, Vertillaire et Augustin. Alors que Claude Joseph appelle à la démission d'Augustin, le groupement de Gilles se met d'accord pour le remplacer. Le 7 octobre, une nouvelle résolution du Conseil présidentiel de transition met en place une nouvelle rotation. Leblanc Fils doit être remplacé par Leslie Voltaire, puis par Fritz Jean à partir du 7 mars 2025 et enfin Laurent Saint-Cyr. Fritz Jean prend effectivement ses fonctions à cette date et les transmet à son successeur le 7 août suivant.